# Kinetină
Kinetina este un hormon vegetal, un tip de citokinină, fiind implicată în procesul de diviziune celulară la plante. A fost descoperită inițial în specia Nicotiana tabacum de către Carlos Miller și Skoog et al.